# Katja Riipi
Katja Hannele Riipi (* 26. Oktober 1975 in Sodankylä) ist eine ehemalige finnische Eishockeyspielerin.

## Karriere
Katja Riipi wuchs in Sodankylä im Dorf Riipi auf und erlernte das Eishockeyspiel in ihren ersten Jahren ausschließlich in Jungenmannschaften. Die durch ihre Schnelligkeit überzeugende Stürmerin debütierte in der Saison 1994/95 für Oulun Kärpät in der Naisten SM-sarja, der höchsten Fraueneishockey-Spielklasse Finnlands. In ihrer Rookie-Saison war sie mit 49 Punkten in 24 Spielen Dritte der Topscorer-Wertung. Weitere Stationen in der SM-sarja waren Tampereen Ilves, Itä-Helsingi Kiekko (IHK Helsinki) und HPK (Hämeenlinnan Pallokerho). Sie brachte es auf insgesamt 16 Saisons und 329 Spiele in der SM-Sarja, in denen sie 210 Tore, 231 Torvorlagen für 441 Scorerpunkte erzielte. Damit liegt sie auf Platz 14 der Scorerwertung der Liga.
2011 gewann Riipi die finnische Meisterschaft mit HPK. Darüber hinaus wurde sie dreimal finnische Vizemeisterin. Spielerfahrung sammelte Riipi auch in der Schweiz, wo sie in der Saison 2004/05 für die HC Lugano Ladies in der Leistungsklasse A spielte.
Katja Riipi vertrat die finnische Nationalmannschaft bei den Olympischen Winterspielen 1998 in Nagano sowie 2002 in Salt Lake City. Bei den Spielen in Japan gewann sie 1998 die olympische Bronzemedaille. In Salt Lake City war sie 2002 Topscorerin der finnischen Frauenauswahl. Ihr Debüt für die Nationalmannschaft gab sie bei der Europameisterschaft 1996, bei der sie die Bronzemedaille gewann. Zwischen 1997 und 2007 nahm sie sieben Mal an der Frauen-Weltmeisterschaft teil und gewann dabei viermal die Bronzemedaille (1997, 1999, 2000 und 2004). Beim Turnier 2000 wurde Riipi mit sieben Toren zur besten Stürmerin der Weltmeisterschaft ernannt. Insgesamt absolvierte Riipi 176 A-Länderspiele und sammelte dabei 79 Scorerpunkte, davon 44 Tore. Damit liegt sie in der ewigen nationalen Spielerstatistik auf Platz 10.
In Anerkennung ihrer Leistungen wurde die Auszeichnung für die beste Stürmerin der Naisten-SM-Sarja nach Katja Riipi benannt. Zudem wurde sie 2017 in die Finnische Eishockey-Ruhmeshalle aufgenommen.

## Erfolge und Auszeichnungen
- 1996 Bronzemedaille bei der Europameisterschaft
- 1997 Bronzemedaille bei der Weltmeisterschaft
- 1998 Bronzemedaille bei den Olympischen Winterspielen
- 1999 Bronzemedaille bei der Weltmeisterschaft
- 2000 Bronzemedaille bei der Weltmeisterschaft
- 2004 Bronzemedaille bei der Weltmeisterschaft
- 2011 Finnische Meisterin mit Hämeenlinnan Pallokerho
- 2017 Aufnahme in die Finnische Eishockey-Ruhmeshalle (#244)

## Karrierestatistik
(Legende zur Spielerstatistik: Sp oder GP = absolvierte Spiele; T oder G = erzielte Tore; V oder A = erzielte Assists; Pkt oder Pts = erzielte Scorerpunkte; SM oder PIM = erhaltene Strafminuten; +/− = Plus/Minus-Bilanz; PP = erzielte Überzahltore; SH = erzielte Unterzahltore; GW = erzielte Siegtore; 1 Play-downs/Relegation; Kursiv: Statistik nicht vollständig)